# Jemmy Becker
Jemmy Becker (* 10. April 1884 in Luxemburg; † im 20. Jahrhundert) war ein luxemburgischer Fußballspieler.

## Vereinskarriere
Beckers Heimatverein war Sporting Club Luxemburg.

## Nationalmannschaft
Am 29. Oktober 1911 stand er im Kader der luxemburgischen Fußballnationalmannschaft bei einem Freundschaftsspiel gegen Frankreich (1:4). Es blieb sein einziger Einsatz in der Nationalmannschaft.